# Wade Davis
Edmund Wade Davis Earls (West Vancouver, Columbia Británica, 14 de diciembre de 1953) es un antropólogo, etnobotánico, autor y fotógrafo canadiense y colombiano. Su trabajo se ha enfocado en las culturas nativas o indígenas de diferentes partes del mundo, especialmente del continente americano. 
Ha publicado artículos en revistas como outside, National Geographic (de la cual es explorador residente), Fortune, Men's Journal y Condé Nast Traveler. Nueve de sus libros han sido traducidos al español por editoriales prestigiosas como el Fondo de Cultura Económica. En su trabajo siempre asocia propiedades farmacológicas de muchas plantas y hongos de uso ritual con propiedades enteogénicas o alucinógenas y las creencias de las comunidades indígenas y su cosmovisión. Es cofundador de Cultures on the Edge, una revista destinada a llamar la atención acerca de las comunidades en peligro de extinción. Actualmente milita activamente en Ecotrust y otras ONG que trabajan por conservar la diversidad del planeta.

## Biografía
A principio de la década de 1970, Davis viajó a Colombia. Una carta de presentación de parte de Richard Evans Schultes le facilitó una residencia para estudiar las plantas del Jardín botánico de Medellín. En este viaje viajó hasta Santa Marta para encontrarse con Timothy C. Plowman y unirse a su esfuerzo por estudiar los diferentes usos que se le daba a la planta de la Erythroxylum coca, la hoja divina de la mortalidad, según los indígenas.
Visitando los poblados ika y kogui de las laderas del sur de la Sierra Nevada de Santa Marta conocieron el uso cotidiano que tiene la hoja de coca, mezclada con cal, llamada impusi en lengua indígena. En esta primera expedición al territorio colombiano, ambos científicos describieron por primera vez varias especies que no habían sido identificadas anteriormente en los herbarios occidentales: entre ellas pueden destacarse una nueva especie de árboles myrcia, de la familia de los arrayanes, una nueve especie del protium, "un árbol precioso que, como sus cercanos parientes, que producen incienso y mirra, tiene una resina aromática agridulce" (El río, 55) y una nueva especie de arbusto del género psammisia, de la familia de los brezos.
En 1975 volvió a Colombia. Esta vez viajó al río Pira Paraná, en la Amazonía colombiana, como parte de su proyecto de Doctorado para la Universidad de Harvard.
En el año 2009, Wade Davis viajó de nuevo al Amazonas colombiano con el propósito de filmar, durante un mes, un documental para National Geographic que retratara la vida y las costumbres de siete comunidades del río Vaupés, incluyendo el pueblo barasana. Para Davis, lo más importante de este trabajo fue mostrar al mundo "su luminosa filosofía y su pacífica organización social como ejemplo de una vida ecológica".

## Obras
El río, exploraciones y descubrimientos en la selva amazónica, donde relata sus experiencias como etnobotánico en la Amazonía colombiana y ecuatoriana; al mismo tiempo, escribe sobre los viajes de Richard Evans Schultes por la Amazonía colombiana y sus estudios de las plantas y usos por los indígenas amazónicos. Sobre estos viajes se realizó el documental Apaporís: en busca de un río de Antonio Dorado.
La serpiente y el arco iris, es una película basada parcialmente en su libro homónimo, en el que se refiere a sus experiencias en Haití, donde investigó la historia de Clairvius Narcisse, presuntamente envenenado, enterrado vivo y víctima de un proceso de zombificación.
La primera participación de Wade Davis en las Conferencias TED tuvo lugar en el año 2003. En la que Davis se enfocó en el peligro que enfrenta el mundo al poder perder ciertas culturas aborígenes.
En el año 2008, Davis volvió a hacer una presentación en TED. Esta vez se enfocó en presentar cómo los rituales del mundo se logran conectar a partir de similitudes en las creencias y cosmovisiones de los pueblos autóctonos.
En 2019 condujo, con la dirección de Alessandro Angulo, el documental El sendero de la anaconda, una mirada introspectiva
sobre el valor de la selva y su conservación, su belleza sin igual. Casi otorgada como «el Edén» en esta tierra. Retoma el curso del Apaporis, río sagrado para las comunidades ancestrales.
En el año 2020 publicó Magdalena, River of Dreams, publicado en castellano al año siguiente bajo el título Magdalena, Historias de Colombia en el que a través de diferentes crónicas nos da una visión del río más importante de Colombia, su geografía, historia y su papel en la construcción de la nación.

## Edición en castellano
- La serpiente y el arco iris. Prólogo Pepe Aracil. Editorial Reediciones Anómalas. 2023. ISBN 978-84-09-53905-5.
- El río. Trad. Nicolás Suescún Peña. Pre-Textos. 2022. ISBN 9788481916171.
- En el silencio. Trad. Núria Molines Galarza. Pre-Textos. 2017. ISBN 9788416906406.
- El enigma zombi. Un viaje alucinante por los secretos del vudú. Martinez Roca. 1987. ISBN 9788427011298.